# Комиссаров, Иван Савельевич
Иван Савельевич Комиссаров (1910—1994) — советский партийный и государственный деятель, руководящий работник органов правопорядка и безопасности, участник партизанского движения, полковник.

## Биография
Уроженец посёлка Дугна Калужской губернии.
После окончания Калужского педагогического техникума (1929) работал учителем, затем директором школы в с. Лев Толстой (сейчас - Дзержинский район Калужской области).
Член ВКП(б) с 1932 г. С 1933 г. на партийной работе.

### Послужной список
- 1933—1937 секретарь парткома техникума и завода в Калуге
- 1937—1938 зав. культпропотделом, 3-й секретарь Калужского ГК ВКП(б).
- сентябрь 1938 — май 1939 первый секретарь Калужского ГК ВКП(б).
- 1939—1940 учёба в Высшей школе парторганизаторов при ЦК ВКП(б).
- март 1940 — февраль 1941 — первый секретарь Оршанского ГК КП(б) Белоруссии.
- февраль-июль 1941 слушатель Высших курсов политсостава РККА.
- С августа 1941 - секретарь подпольного Витебского горкома КП Белоруссии, одновременно с января 1942 начальник Специальной школы по подготовке радистов для работы в партизанских отрядах (впоследствии Спецшкола № 3 ЦШПД).
- с сентября 1943 г. — 2-й секретарь Витебского горкома КП Белоруссии.
- 1947—1951 инспектор Управления кадров, инструктор Отдела партийных, профсоюзных и комсомольских органов, инспектор, в марте — августе 1951 года заместитель заведующего Отделом административных и торгово-финансовых органов ЦК ВКП(б).
- 1951—1953 учёба в ВПШ при ЦК КПСС
- 1953—1954 заведующий сектором органов МВД Отдела административных и торгово-финансовых органов ЦК КПСС.
- с 12.04.54 — заместитель министра внутренних дел СССР, начальник Управления кадров МВД.
- с 13.07.56 — откомандирован в КГБ при Совете Министров СССР: заместитель начальника 4-го Управления КГБ при СМ СССР (13.07.1956 — 1959); начальник 5-го отдела 4-го Управления КГБ при СМ СССР (1959—1960); заместитель начальника 11-го отдела 2-го Главного управления КГБ при СМ СССР (с марта 1960 и до выхода в отставку (дата не установлена)).

Умер 13 марта 1994 года.

## Награды
- орден Красного Знамени (1943),
- орден Отечественной войны I степени (06.04.1985),
- орден Красной Звезды (21.10.1944),
- медаль «За оборону Москвы» (1944).